# Das große Licht
Das große Licht er en tysk stumfilm fra 1920 af Hanna Henning.

## Medvirkende
- Hermann Böttcher som Marquard
- Wilhelm Diegelmann som Stiftsherr Burghaber
- Emil Jannings som Lorenz Ferleitner
- Albert Patry som Sellnitz
- Max Pohl som Goldner